# Джулюница (Русенская область)
Джулюница (болг. Джулюница) — село в Болгарии. Находится в Русенской области, входит в общину Ценово. Население составляет 259 человек.

## Политическая ситуация
В местном кметстве Джулюница, в состав которого входит Джулюница, должность кмета (старосты) исполняет Георги  Борисов Боянов (Союз демократических сил (СДС)) по результатам выборов.
Кмет (мэр) общины Ценово — Владимир Тодоров Калинов (коалиция партий: Союз свободной демократии (ССД), Земледельческий народный союз (ЗНС), Движение за права и свободы (ДПС)) по результатам выборов.